# Nela Lopušanová
Nela Lopušanová (* 26. Februar 2008 in Žilina) ist eine slowakische Eis- und Streethockeyspielerin. Sie ist die erste Eishockeyspielerin, die bei einem offiziellen IIHF-Wettbewerb ein sogenanntes Michigan-Tor erzielte.

## Karriere

### Eishockey

#### Vereinskarriere
Bereits in der Saison 2021/22 debütierte Nela Lopušanová in der slowakischen Extraliga, der höchsten Spielklasse im slowakischen Fraueneishockey. Für den MsHKM Žilina absolvierte sie sechs Spiele, in denen sie 25 Tore erzielte und 15 weitere Tore vorbereiteten konnte. Mit ihrem Verein beendete sie die Saison auf dem fünften Tabellenplatz. Neben den Spielen im Frauenbereich war Lopušanová in der Saison auch im U16-Bereichs der Jungen aktiv. Für die U16-Mannschaft des MHK Dolný Kubín absolvierte sie drei Spiele, in denen sie 1 Tor erzielte und 2 Tore vorbereitete.
In der Saison 2022/23 spielt sie erneut für den MsHKM Žilina in der slowakischen Extraliga und für die männliche U16-Mannschaft des Vereins in der höchsten slowakischen U16-Liga. Mit 49 Scorerpunkten in 8 Saisonspielen war sie die fünftbeste Scorerin der slowakischen Frauenliga. Nach Saisonende wählte sie aus einer großen Anzahl von Angeboten die Bishop Kearney High School in Irondequoit, New York, aus. Obwohl sie noch für den U16-Mannschaft spielberechtigt gewesen wäre, erarbeitete sie sich direkt einen Platz im U19-Kader der High School, mit dem sie am Spielbetrieb des US-amerikanischen Sportsystems teilnahm. 2025 gewann Lopušanová mit den Bishop Kearney Selects die High-School-Meisterschaft.

#### International
Im Alter von 14 Jahren wurde Nela Lopušanová für die U18-Frauen-Weltmeisterschaft 2023 nominiert und war dort die jüngste teilnehmende Spielerin. Historisches gelang ihr bei der Viertelfinal-Begegnung gegen die schwedische Mannschaft. Bei der 1:6-Niederlage erzielte sie das einzige slowakische Tor mittels eines sogenannten Michigan-Tors. Es war das erste Tor, das auf diese Art und Weise bei einem von der IIHF ausgerichteten Fraueneishockey-Wettbewerb erzielt wurde. Insgesamt erzielte Nela Lopušanová im Turnierverlauf neun Tore und bereitete drei Tore vor. Damit war sie die erfolgreichste Scorerin des Turniers. Für diese Leistung wurde sie von den der IIHF zur besten Stürmerin des Turniers gekürt. Zudem wurde sie von den Medien in das All-Star-Team des Turniers gewählt und als wertvollste Spielerin ausgezeichnet.
Zwischen dem 21. und 28. Januar 2023 nahm Lopušanová für die Slowakei am Eishockeyturnier des Europäischen Olympischen Winter-Jugendfestival 2023 teil. Dort erreichte sie mit ihrer Mannschaft das Finale, wo diese auf die tschechische Mannschaft traf. Dort unterlag das slowakische Team mit 1:4 und gewann die Silbermedaille. Im Turnierverlauf erzielte sie insgesamt 6 Tore und bereitete 6 Tore vor. Damit war sie die beste Scorerin des Turniers und wurde von der IIHF als beste Stürmerin des Turniers ausgezeichnet.
Von Nationaltrainer Arto Sieppi wurde Lopušanová für ein WM-Vorbereitungsturnier, wo sie auf Ungarn, Norwegen, Frankreich und Japan traf, nominiert. Direkt im ersten Spiel des Turniers gegen Ungarn, das mit 6:7 verloren wurde, gab sie am 7. Februar 2023 im Alter von 14 Jahren ihr Debüt für die slowakische Nationalmannschaft und erzielte bei diesem drei Tore.

### Streethockey
Neben dem Eishockey ist Lopušanová auch im Streethockey aktiv und vertrat zwischen dem 21. und 27. Juni 2022 die slowakische Nationalmannschaft bei der Streethockey-Weltmeisterschaft 2022, welche gemeinsam mit der Weltmeisterschaft der Männer in der kanadischen Stadt Laval ausgetragen wurde. Mit ihrer Mannschaft gewann sie durch einen 2:0-Sieg gegen die USA, bei welchem sie 1 Tor selbst erzielte und 1 Tor vorbereitete, die Bronzemedaille. Zudem war sie mit 10 Scorerpunkten die erfolgreichste Slowakin und wurde in das All-Star-Team des Wettbewerbs gewählt.

## Erfolge und Auszeichnungen
- 2023 Piotr-Nurowski-Preis

### Eishockey
| - 2023 Wertvollste Spielerin der U18-Frauen-Weltmeisterschaft - 2023 Beste Stürmerin der U18-Frauen-Weltmeisterschaft - 2023 All-Star-Team der U18-Frauen-Weltmeisterschaft | - 2023 Silbermedaille beim Europäischen Olympischen Winter-Jugendfestival - 2023 Beste Stürmerin des Europäischen Olympischen Winter-Jugendfestival - 2023 Hokejistka roka - 2025 Wertvollste Spielerin der U18-Frauen-Weltmeisterschaft - 2025 All-Star-Team der U18-Frauen-Weltmeisterschaft |

### Streethockey
- 2022 Bronzemedaille bei der Weltmeisterschaft
- 2022 All-Star-Team der Weltmeisterschaft

## Sonstiges
Nela Lopušanová ist die jüngere Schwester des slowakischen Eishockeyspielers Šimon Lopušan, der für HK Spartak Dubnica in der Slovenská hokejová liga, der zweithöchsten Spielklasse im slowakischen Männereishockey, spielt.